# Kościół Matki Bożej Nieustającej Pomocy w Trzcińsku-Zdroju
Kościół Matki Bożej Nieustającej Pomocy w Trzcińsku-Zdroju – rzymskokatolicki kościół parafialny w Trzcińsku-Zdroju, w powiecie gryfińskim, w województwie zachodniopomorskim. Należy do dekanatu Chojna archidiecezji szczecińsko-kamieńskiej.
Jest to budowla wczesnogotycka z XIII stulecia, wybudowana z granitowych ciosów. Pierwotnie była to świątynia o jednej nawie, następnie została przebudowana w XV stuleciu na kościół halowy o trzech nawach. Pod koniec XIX w. do bryły kościoła dobudowano trójboczną apsydę w prezbiterium oraz kruchtę przy ścianie południowej. Nadbudowano także wieżę.
Charakterystycznym elementem kościoła jest potężna, kamienno-ceglana wieża, zakończona hełmem, do którego budowy użyto przycinanych cegieł.
Wyposażenie:
- neogotycka ambona z 1894
- organy z II połowy XIX w.
- neogotycka chrzcielnica ze sztucznego kamienia
- barokowa tablica nagrobna Anny Cathariny von Kunow

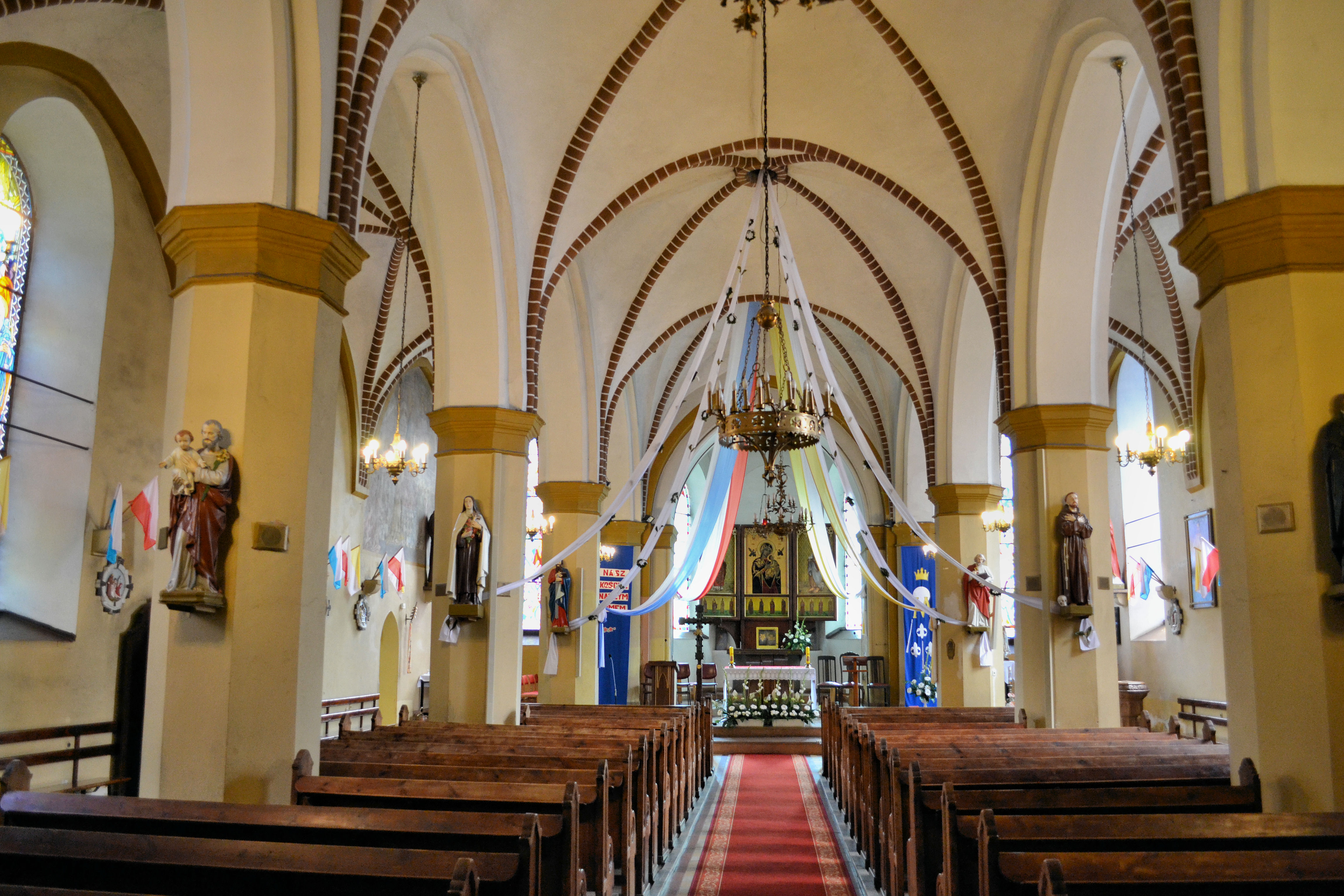
Wnętrze kościoła